# Akraia
Akraia, auch Acräa (altgriechisch Ἀκραία Akraía),  ist eine Najade der griechischen Mythologie.
Laut Pausanias war Akraia eine Tochter des Flussgottes Asterion und gemeinsam mit ihren Schwestern Euboia und Prosymna die Amme der Göttin Hera. Der Hügel, auf dem sich gegenüber das Heraion von Argos befindet, ist nach ihr benannt, der gegenüberliegende Hügel nach ihrer Schwester Euboia und nach Prosymna die Landschaft unterhalb des Heraion.

## Weblink
- Asterionide im Theoi Project